# Jean Étienne Duby
Jean Étienne Duby ( 15 de febrero de 1798 Ginebra - 24 de noviembre de 1885 ibíd. ) fue un religioso, micólogo, pteridólogo briólogo algólogo y botánico suizo. Hijo de Jean-Louis y de Anne Roguin, nieto de Rodolphe-Louis Roguin, negociante de Yverdon.
Estudia teología en su ciudad natal, cumpliendo con su tesis y consagrándose en 1820, y se doctora en ciencias en 1824.
Es pastor en Chancy (1828-1829), para continuar lueggo en Eaux-Vives de 1831 a 1863). Duby juega un rol importante en la Iglesia de Ginebra. Y paralelamente desarrolla estudios en Botánica (taxonomía de hepáticas), deviniendo un especialista de criptógamas, en particular de musgos européos y exóticos, constituyendo una rica colección.
Publica su Botanicon gallicum (2 vols., 1828-1830) y una monografía de las primuláceas en el tomo VIII del Prodromus (1844) de Augustin de Candolle.

## Otras obras
- Essai d'application a` une tribu d'algues de quelques principes de taxonomie, ou, Mèmoire sur le groupe des Cèramièes, 1832
- Mèmoire sur la famille des primulacèes, 1844
- Choix de cryptogames exotiques nouvelles ou mal connues. 1867
- Mousses exotiques, 1868-1881

## Honores
Preside la Sociedad de Física y de Historia natural de Ginebra, de 1860 a 1861), y fue correspondiente de la Sociedad de Biología de París y de la Sociedad de naturalistas de Moscú.

### Eponimia
- (Plumbaginaceae) Limonium dubyi Kuntze[1]
- (Primulaceae) Androsace dubyi (Dergnac) N.P.Balakr.[2]
- (Primulaceae) Primula dubyi (Derganc) Bennet & Raizada[3]
- (Violaceae) Viola dubyana Burnat ex Gremli[4]
- La abreviatura «Duby» se emplea para indicar a Jean Étienne Duby como autoridad en la descripción y clasificación científica de los vegetales.[5]